# كريستيان (لاعب كرة قدم برازيلي)
كريستيان هو لاعب كرة قدم برازيلي في مركز الوسط، ولد في 22 أغسطس 1994 في سانتانا دو ليفرامينتو ‏ في البرازيل. لعب مع Guarany Futebol Clube ‏.